# Tyresö
Tyresö is een Zweedse gemeente in Södermanland. De gemeente behoort tot de provincie Stockholms län. Ze heeft een totale oppervlakte van 101,0 km² en telde 43.535 inwoners in 2012.

## Plaatsen
- Brevikshalvön
- Raksta
- Gimmersta
- Bergholm
- Ällmora
- Dyviksudd